# John Wise (Ballonfahrer)

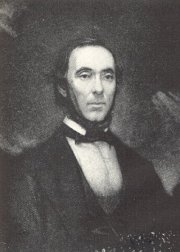
John Wise

John Wise (* 24. Februar 1808 in Lancaster, Pennsylvania; † vermutlich am 28. September 1879 im Michigansee) war ein US-amerikanischer Ballonfahrer deutscher Abstammung. Auf ihn gehen mehrere Verbesserungen am Freiballon zurück. Innerhalb von 44 Jahren stieg er 463 Mal mit dem Ballon auf.

## Leben

### Frühe Jahre
John Wise wurde 1808 in Lancaster im Bundesstaat Pennsylvania geboren. Seine Eltern, William und Mary Trey Weiss, hatten ihren deutschen Nachnamen unter Beibehaltung des Klangs anglisieren lassen. Wise war das vierte von acht Kindern. Im Alter von 16 Jahren begab er sich in die Lehre eines Kunsttischlers. Mit 21 Jahren arbeitete er kurzzeitig als Klavierbauer. Das Interesse am Ballonfahren war beim 14-jährigen Wise durch die Lektüre eines Zeitungsartikels geweckt worden. Im Alter von 27 Jahren beschloss er, einen eigenen Ballon zu bauen.
Seinen ersten Ballonaufstieg führte Wise am 2. Mai 1835 in Philadelphia durch. Da er, anders als die meisten Ballonfahrer seiner Zeit, keine kommerziellen Interessen verfolgte, sondern das Ballonfahren lediglich zu seinem Vergnügen und aus wissenschaftlicher Neugier betrieb, musste er den Ballon selbst finanzieren. Deshalb war er aus Kostengründen gezwungen, auf die übliche, aber teure Seide zu verzichten. Er verwendete stattdessen Musselin, den er zur Abdichtung mit einem Gemisch aus Vogelleim und Leinöl beschichtet hatte. Am 4. Juli 1835, dem amerikanischen Unabhängigkeitstag, unternahm er im Lebanon County seine zweite Fahrt, der in den nächsten Jahren viele weitere folgten. Wise führte zahlreiche physikalische Experimente durch, und sein Hauptinteresse am Ballonfahren blieb wissenschaftlicher Natur, er trat nun aber auch auf Jahrmärkten auf und führte Schauveranstaltungen durch.

### Projekte und Innovationen
Wise schlug vor, den Atlantik im Ballon zu überqueren, und ersuchte 1843 den Kongress, zur Ausführung des Projekts eine Summe von 15.000 Dollar zu bewilligen. Der Antrag wurde abgewiesen. Im Mexikanisch-Amerikanischen Krieg regte er an, die Festung San Juan de Ulúa bei Veracruz aus der Luft zu bombardieren. Dazu sollte ein Ballon mit einer Tragkraft von 20.000 Pfund gebaut und an einem 5 Kilometer langen Seil über die Festung manövriert werden, um 18.000 Pfund Bomben abzuwerfen. Über eine Antwort des Kriegsministeriums ist nichts bekannt. Die Idee wurde nicht in die Tat umgesetzt.

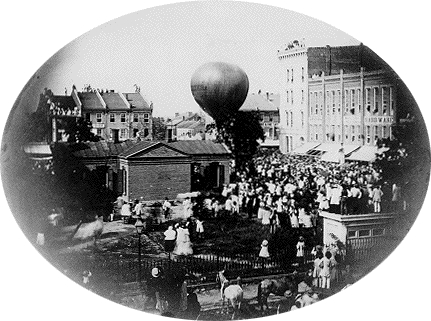
John Wise startet in Lafayette zu seiner Postfahrt

Während des Amerikanischen Bürgerkriegs führte Wise am 25. Juli 1861 mit seinem Ballon eine Aufklärungsfahrt über Arlington County in Virginia durch, auf der er die Anwesenheit konföderierter Truppen entdeckte. Hierbei soll er mit seinem Gewehr den in der Militärgeschichte ersten Schuss auf den Feind aus einem fliegenden Objekt heraus abgegeben haben.
John Wise gehörte zu den ersten Ballonfahrern, die das von Charles Green erfundene Schlepptau zur Stabilisierung der Höhe verwendeten. 1844 erfand er die Reißbahn zur schnelleren Entleerung der Ballonhülle bei der Landung und damit zur Vermeidung einer Schleiffahrt auch ohne Einsatz eines Ankers.
John Wise wird die erste Beförderung von Luftpost im Jahre 1859 zugeschrieben. Am 17. August soll er im Bundesstaat Indiana 123 Briefe und 23 Postwurfsendungen von Lafayette nach Crawfordsville befördert haben.

### Letzte Fahrt
Am 28. September 1879 startete der 71-Jährige in St. Louis mit einem Passagier zu seiner letzten Fahrt. Bei schlechtem Wetter wurde der Ballon über den Michigansee getrieben. John Wise wurde nie wieder gesehen, auch seine sterblichen Überreste wurden nicht gefunden.

## Schriften
- John Wise: A System of Aeronautics, Philadelphia 1850.
- John Wise: Through the Air. A Narrative of Forty Years Experience as an Aeronaut. To-Day Printing and Publishing Company, 1873.